# Lijst van conceptalbums
Deze lijst van conceptalbums dient om een zo volledig mogelijk beeld te geven van de uitgebrachte conceptalbums. Wees erop attent dat deze lijst nooit compleet zal zijn, en dat van sommige albums discutabel is of ze op de lijst behoren.

## A
- After Forever
  - Invisible Circles
- Don Airey
  - K2 - Tales of Triumph and Tragedy
- Amon Amarth
  - Jomsviking
- Arctic monkeys
  - Tranquility base hotel & casino
- Arena
  - The Visitor
  - The seventh degree of separation
- Avantasia
  - The Metal Opera Part 1
  - The Metal Opera Part 2
  - The Scarecrow
  - The Wicked Symphony
  - Angel Of Babylon
- Axamenta
  - Ever-Arch-I-Tech-Ture
- Ayreon
  - The Final Experiment
  - Into the Electric Castle
  - The Human Equation
  - Universal Migrator pt 1.: The Dream Sequencer en Universal Migrator pt 2.: Flight of the Migrator
  - 01011001

## B
- The Beach Boys
  - Pet Sounds
- The Beatles
  - Sgt. Pepper's Lonely Hearts Club Band
- Between The Buried And Me
  - Colors
- Blind Guardian
  - Nightfall in Middle-Earth
  - Beyond the Red Mirror
- David Bowie
  - The Rise and Fall of Ziggy Stardust and the Spiders from Mars
  - Diamond Dogs
- Moya Brennan
  - Two Horizons

## C
- Robert Calvert
  - Captain Lockheed and the Starfighters
- Camel
  - Music Inspired by The Snow Goose
  - Nude
  - Stationary Traveller
  - Dust and dreams
  - Harbour of Tears
- Captain Beefheart and the Magic Band
  - Trout Mask Replica
- John Coltrane
  - A Love Supreme
- Alice Cooper
  - Raise Your Fist and Yell
- Cos
  - Pasiones

## D
- Miles Davis
  - Aura
- Christian Décamps
  - 3ème Étoile à gauche
- Deltron
  - Deltron 3030
- Devin Townsend Project
  - Ziltoid The Omniscient
- Dimmu Borgir
  - In Sorte Diaboli
- Dream Theater
  - Metropolis, Pt. 2: Scenes From A Memory
  - Six Degrees Of Inner Turbulence
  - The Astonishing
- Dominici
  - O3 a Trilogy Pt. 1
  - O3 a Trilogy Pt. 2
  - O3 a Trilogy Pt. 3

## E
- Earth and Fire
  - Atlantis
- Electric Light Orchestra
  - Eldorado
  - Time
- Eloy
  - Power and the passion
  - Ocean
  - Planets en Time to turn (tweeluik)
- Emerson, Lake & Palmer
  - Tarkus (kant 1)
- Epica
  - The Divine Conspiracy
- Extreme
  - III Sides to Every Story

## F
- Fates Warning
  - A Pleasant Shade of Grey
- Freestone
  - The Temple of Humanity
- Funkadelic
  - One Nation Under a Groove
- Marvin Gaye
  - What's Going On

## G
- Ron Geesin & Roger Waters
  - Music from The Body
- Genesis
  - From Genesis to Revelation
  - The Lamb Lies Down On Broadway
- Gentle Giant
  - Three Friends
  - Free Hand
  - The Power and the Glory
- Glass Hammer
  - Perilous
  - Ode to Echo
  - Dreaming city
  - Arise
- Godley & Creme
  - Consequences (tevens hoorspel)
- Green Carnation
  - Light Of Day Day Of Darkness
- Green Day
  - American Idiot
- Boudewijn de Groot
  - Nacht en Ontij

## H
- Darren Hayes
  - This Delicate Thing We've Made
- Heidevolk
  - Batavi
- Horslips
  - The Tain
  - The Book of Invasions
- Hüsker Dü
  - Zen Arcade

## I
- Iced Earth
  - The Dark Saga
  - Framing Armageddon - Something Wicked part 1
  - The Crucible Of Man - Something Wicked part 2
- IQ
  - Subterranea
- Iron Maiden
  - Seventh Son of a Seventh Son

## J
- Jean-Michel Jarre
  - Oxygène
  - Équinoxe
- Jeff Wayne
  - Jeff Wayne's Musical Version of The War of the worlds
- Jethro Tull
  - Thick As A Brick
  - A Passion Play
  - Too Old To Rock 'n' Roll: Too Young To Die!
- Judas Priest
  - Nostradamus

## K
- Kalisia
  - Cybion
- Kamelot
  - Epica
  - The Black Halo
- Paul Kantner & Jefferson Starship
  - Blows Against The Empire
- Karmakanic
  - Entering the spectra
- Kayak
  - Merlin (kant 1)
- Dave Kerzner
  - Static
- King Britt
  - Adventures in Lo-Fi
- The Kinks
  - The Village Green Preservation Society
  - Arthur (Or the Decline and Fall of the British Empire)
- Kiss
  - Music from "The Elder"
- Knight Area
  - Realm of Shadows
- Kyuss
  - (Welcome to) Sky Valley

## L
- Liars
  - They Were Wrong, So We Drowned
  - Drum's Not Dead
- Leaves' Eyes
  - Vinland Saga
  - Lovelorn
- Linkin Park
  - A Thousand Suns
- Arjen Anthony Lucassen
  - Lost in the New Real

## M
- Nick Magnus
  - Children of Another God
- Man on Fire
  - Habitat
- Marillion
  - Brave
  - Afraid of Sunlight
  - Misplaced Childhood
  - Fear
- The Mars Volta
  - De-Loused In The Comatorium
  - Frances The Mute
  - Noctourniquet
- Meshuggah
  - Catch Thirtythree
  - ObZen
- Moody Blues
  - Days of Future Passed
- Neal Morse
  - Testimony
  - One
  - ? (Question Mark)
  - Sola Scriptura
- The Mothers of Invention
  - We're Only In It For The Money
  - Cruisin' with Ruben & The Jets
  - Uncle Meat
- Muse
  - The Resistance
  - Drones

## N
- Neutral Milk Hotel
  - In the aeroplane over the sea
- Nirvana
  - The Story of Simon Simopath
- Erik Norlander
  - Music machine

## O
- Opeth
  - Still Life
  - My Arms, Your Hearse
- Osiris (Bahreinse band)
  - Tales of the divers

## P
- Pain of Salvation
  - Be
  - Scarsick
  - Remedy Lane
- Pallas
  - The sentinel
  - XXV
- The Alan Parsons Project
  - Tales of Mystery and Imagination
  - The Turn of a Friendly Card
- Phideaux - 
  - The Great Leap samen met Doomsday Afternoon;
  - Number Seven
- Pink Floyd
  - The Dark Side of the Moon
  - Wish You Were Here
  - Animals
  - The Wall
  - The Final Cut
  - The Division Bell
- Porcupine Tree
  - Deadwing
  - Fear Of A Blank Planet
  - The Incident
- The Pretty Things
  - S.F. Sorrow
- Prince
  - Lovesexy
  - The Rainbow Children

## Q
- Queensrÿche
  - Operation: Mindcrime en Operation: Mindcrime II

## R
- Radiohead
  - Kid A
  - OK Computer
- Ramases
  - Glass top coffin
- Ro-d-Ys
  - Earnest Vocation (1968)
- RPWL
  - Beyond man and time
  - Crime scene
- Rush
  - 2112 (kant 1)

## S
- Savatage
  - Streets: A Rock Opera
  - Dead Winter Dead
  - The Wake of Magellan
- Johannes Schmoelling
  - White out
- Sonic Youth
  - Sister
- Serge Gainsbourg
  - Histoire de Melody Nelson
- Seventh Wonder
  - Mercy Falls
- Shadow Gallery
  - Tyranny
  - Room V
- Frank Sinatra
  - In the Wee Small Hours
- Spirit
  - Twelve Dreams of Dr. Sardonicus
- Spock's Beard
  - Snow
- Star One
  - Space Metal
- Stone Sour
  - House of Gold & Bones I
  - House of Gold & Bones II
- Sufjan Stevens
  - Sufjan Stevens invites you to come on feel the Illinoise
- Supersister
  - Iskander
- Stratovarius
  - Visions
- Symphony X
  - Paradise Lost

## T
- Tower (band)
  - Titan (album)
- Transatlantic
  - The whirlwind (1e cd)
- Tremonti
  - A Dying Machine
- Tyler, The creator
  - Igor

## V
- Vanden Plas
  - Christ O

## W
- Rick Wakeman
  - The Six Wives of Henry VIII
  - The Myths and Legends of King Arthur
  - Rick Wakeman's Criminal Record
  - 1984
  - The Gospels
  - The Family Album
  - Zodiaque
  - Softsword
  - Romance of the Victorian Age
  - Cirque Surreal
  - The Seven Wonders of the World
  - The Six Wives of Henry VIII – Live at Hampton Court Palace
- W.A.S.P.
  - The Crimson Idol
  - The Neon God: Part 1 - The Rise
  - The Neon God: Part 2 - The Demise
- Roger Waters
  - Radio KAOS
  - The pros and cons of hitch hiking
  - Amused to Death
- Jeff Wayne
  - Jeff Wayne's Musical Version of The War of the Worlds
- The Who
  - The Who Sell Out
  - Tommy
  - Quadrophenia
- Robbie Williams
  - Escapology
- Brian Wilson
  - Smile
- Steven Wilson
  - The Raven That Refused to Sing (And Other Stories)
  - Hand. Cannot. Erase.
- Rick Wright
  - Broken China
- Within Temptation
  - The Unforgiving
- Wishbone Ash
  - Argus
- Wolverine
  - Cold Light of Monday
- Stevie Wonder
  - Journey through the secret life of plants

## Y
- Yes
  - Tales from Topographic Oceans
  - Relayer

## Z
- Frank Zappa
  - Freak Out! (The Mothers of Invention)
  - Joe's Garage
  - Thing-Fish
  - Civilization Phaze III